# نیتن دی لریا
نیتن دی لریا (انگلیسی: Nathan D'Laryea؛ زادهٔ ۳ سپتامبر ۱۹۸۵) بازیکن فوتبال اهل بریتانیا است.
از باشگاه‌هایی که در آن بازی کرده‌است می‌توان به باشگاه فوتبال روچدیل، باشگاه فوتبال منچستر سیتی، باشگاه فوتبال مکلسفیلد تاون، و باشگاه فوتبال هاید اشاره کرد.